# Nes (Ameland)
Pour les articles homonymes, voir Nes.
Nes est un village situé dans la commune néerlandaise d'Ameland, sur l'île du même nom, faisant partie de la province de la Frise. Le 1er janvier 2004, le village comptait 1 189 habitants.
Le port de Nes accueille le ferry qui dessert l'île d'Ameland depuis Holwerd sur le continent.

## Monuments
Depuis 1969, une partie du village est Nes un paysage protégé sous le régime de la loi néerlandaise sur les monuments historiques. Plusieurs dizaines de bâtiments du village sont en outre protégés à titre individuel.

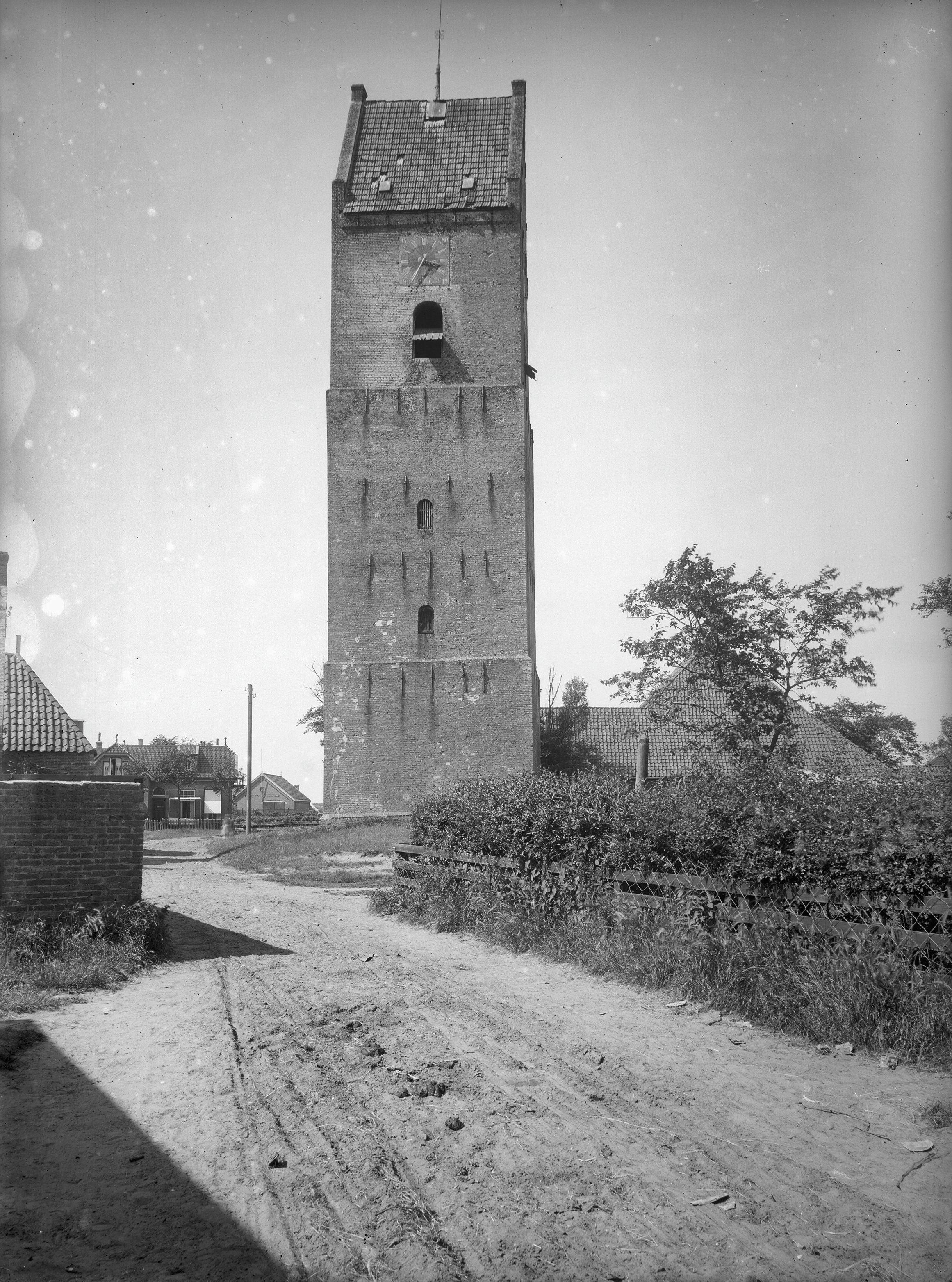
Clocher de Nes
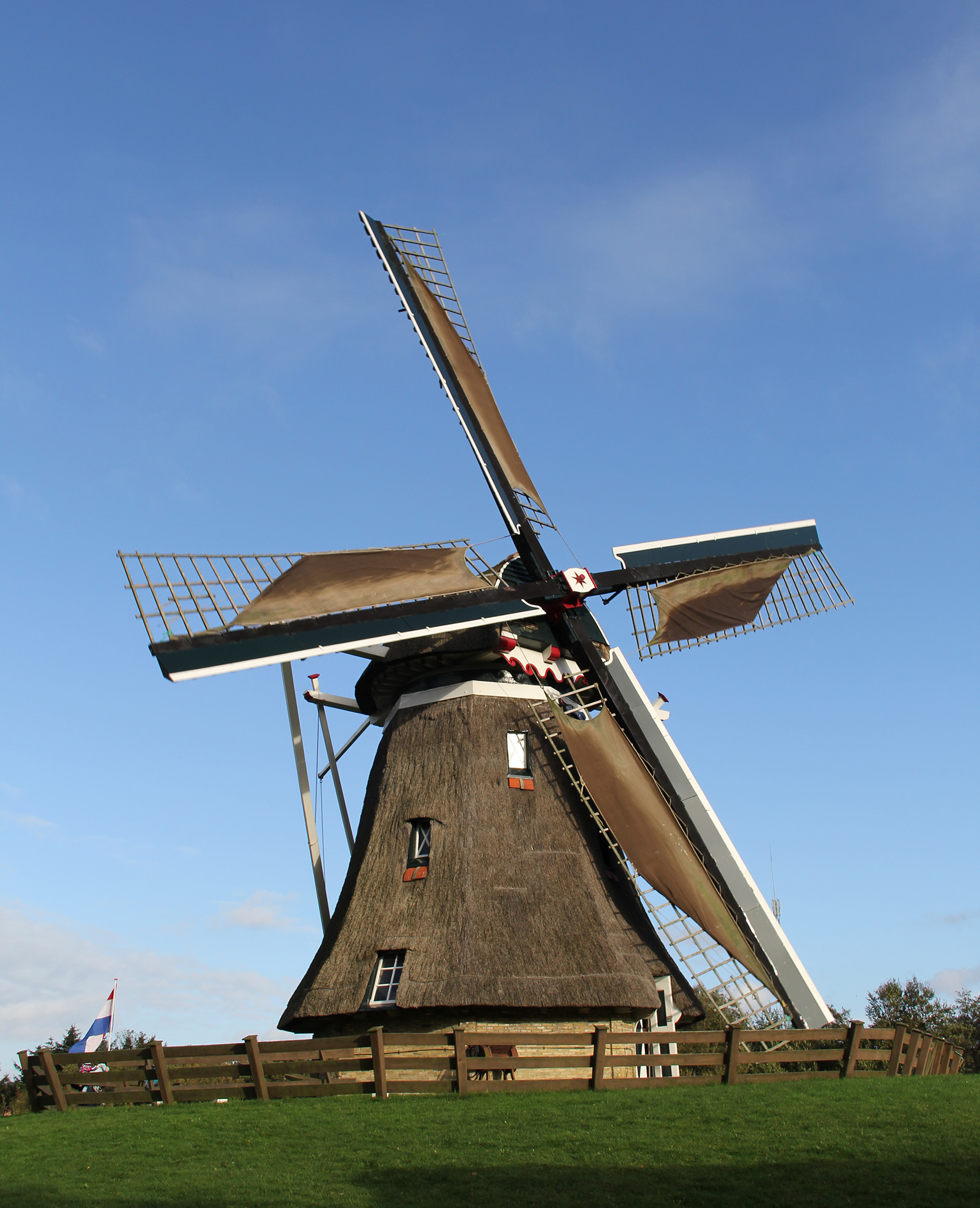
Korenmolen Le moulin à vent "De Phenix"
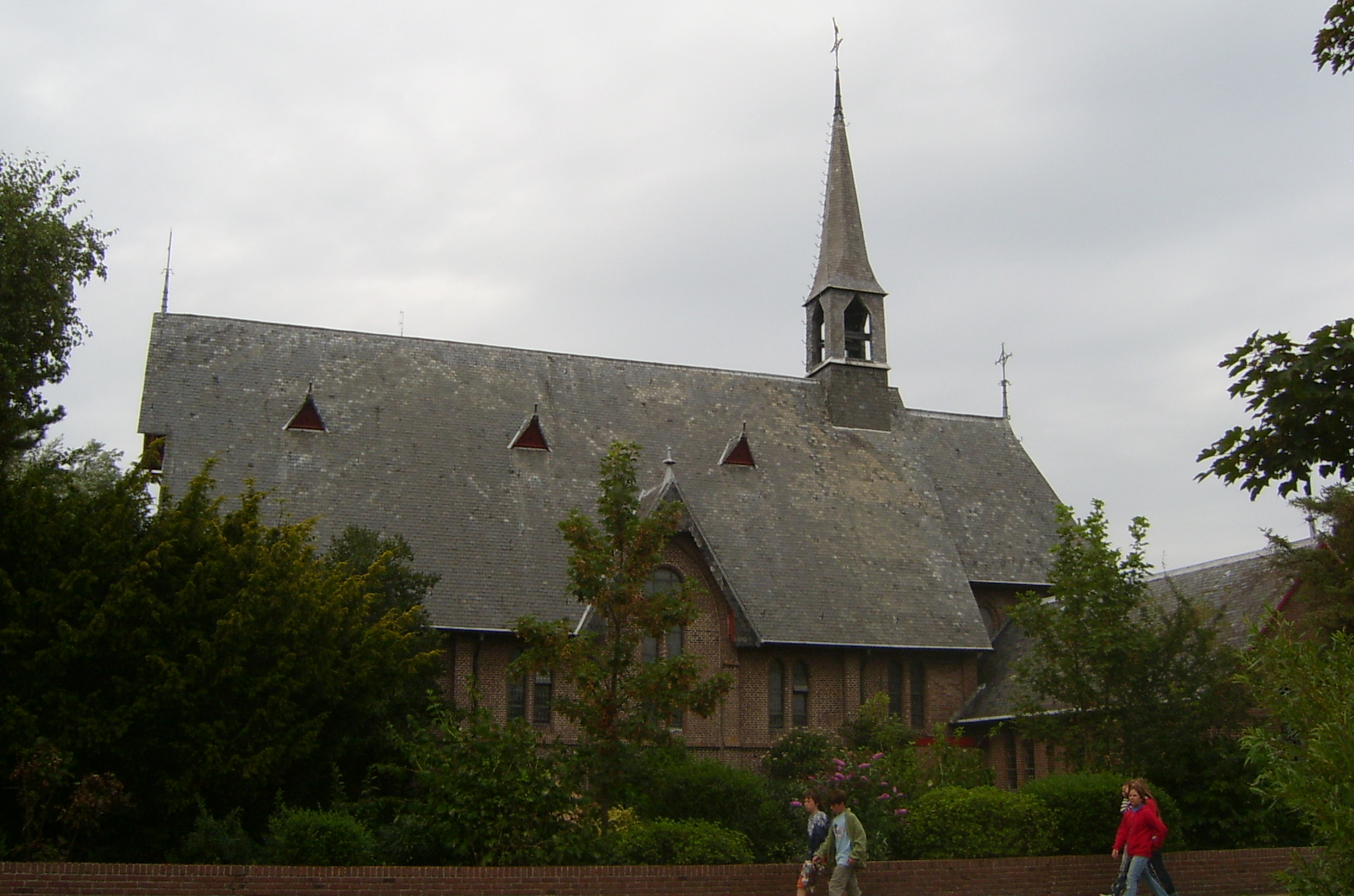
Église catholique saint-Clément (Sint-Clemenskerk)
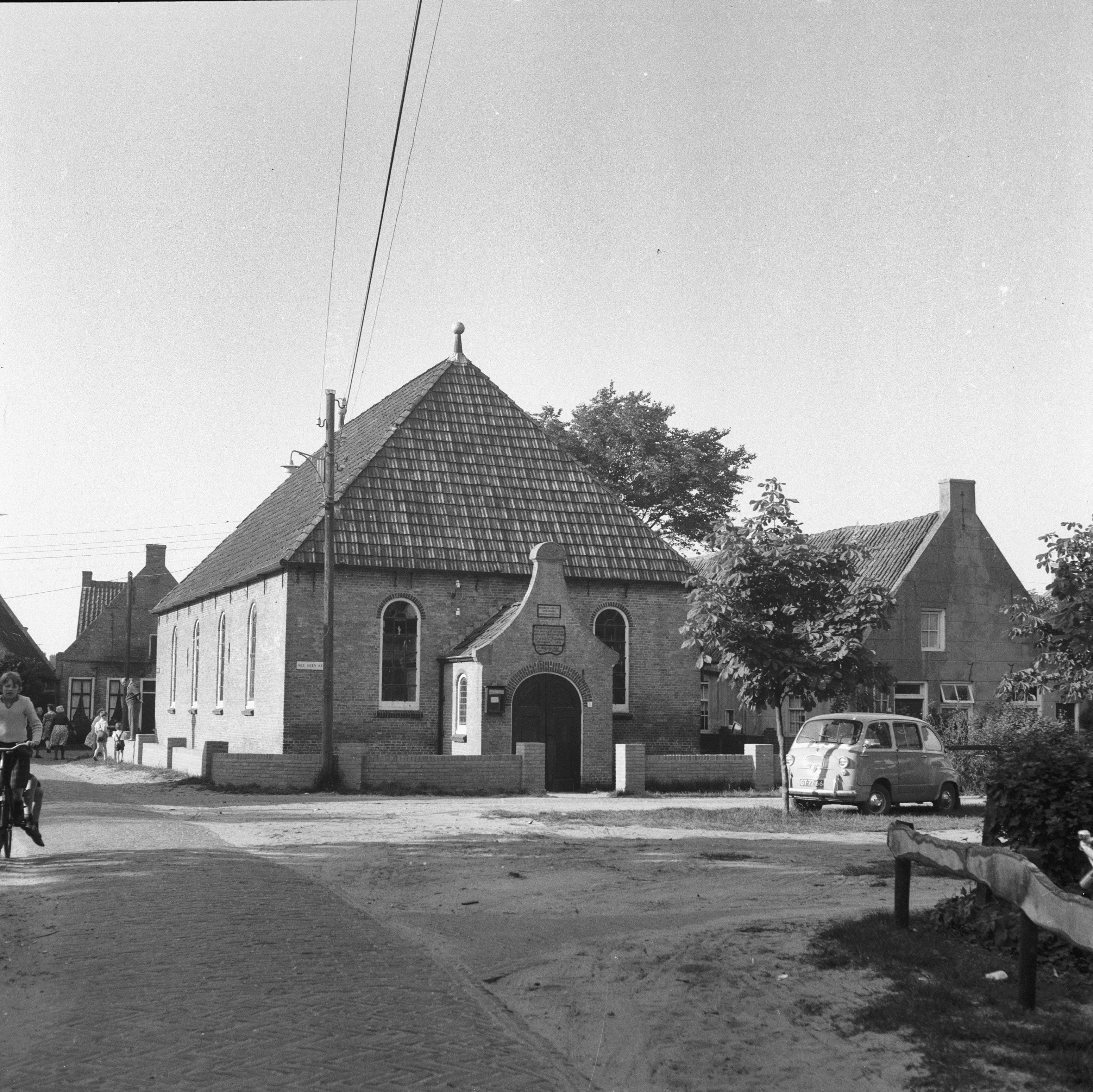
Église réformée de Nes